# Prunum storeria
Prunum storeria is een slakkensoort uit de familie van de Marginellidae. De wetenschappelijke naam van de soort is voor het eerst geldig gepubliceerd in 1837 door Couthouy.